# Олег Ивик
Олег Ивик — общий псевдоним российских литераторов Ольги Колобовой и Валерия Иванова.
Ольга Колобова по одному из двух своих высших образований образованию – журналист, в течение нескольких лет работала литературным редактором в журнале «Донская археология», редактировала археологические сборники. Увлекается горным туризмом и экстремальным сплавом по горным рекам.
Валерий Иванов по первому образованию программист, а второе высшее получал на истфаке, по специальности "археология". Увлекается военной историей «допорохового» времени.
Оба автора регулярно участвуют в работе археологических экспедиций.
Олег Ивик (тандем журналиста и археолога) – популяризатор исторической науки, автор ряда книг по истории, культурологии и археологии. Художественные книги, написанные одним из соавторов, публикуются под тем же общим псевдонимом.

## Книги
Художественные
- Тимка — повелитель драконов и Чёрный Хакер — М., Астрель-АСТ, 2009.
- Мой муж Одиссей Лаэртид — М., Текст, 2019. Длинный список «Премии читателя», 2020[3].
- Трещина — М., Время, 2021. Длинный список премии «Национальный бестселлер», 2022.[4].
- Наследница амазонок — не издана (рукопись книги вошла в шорт-лист «Премии Владислава Крапивина — 2017» и получила специальный диплом Свердловской областной библиотеки для детей и молодежи им. В. П. Крапивина[5]).

Научно-популярные
- История свадеб — М., Текст, 2009.
- История загробного мира — М., Текст, 2010.
- История разводов — М., Текст, 2010.
- История человеческих жертвоприношений — М., Ломоносовъ, 2010. Длинный список премии «Просветитель», 2011[6].
- Женщины-воины: от амазонок до куноити — М., Ломоносовъ, 2011.
- История сексуальных запретов и предписаний — М., Ломоносовъ, 2011.
- История и зоология мифических животных — М., Ломоносовъ, 2012.
- Еда Древнего мира — М., Ломоносовъ, 2012.
- Хазары (в соавторстве с археологом Владимиром Ключниковым) — М., Ломоносовъ, 2013.
- Сюнну, предки гуннов, создатели первой степной империи (в соавторстве с археологом Владимиром Ключниковым) — М., Ломоносовъ, 2014.
- История и география загробного мира — М., Ломоносовъ, 2014 (исправленное и дополненное издание книги «История загробного мира»).
- Гунны (в соавторстве с археологом Владимиром Ключниковым) — М., Ломоносовъ, 2015.
- Троя. Пять тысяч лет реальности и мифа — М., Ломоносовъ, 2017.
- Мифы Древней Греции. Боги — М., Ломоносовъ, 2018.
- О брачной и внебрачной жизни — М., НЛО, 2020.
- Вокруг того света. История и география загробного мира — М., Альпина нон-фикшн, 2021 (исправленное и дополненное издание книги «История и география загробного мира»).
- Мифозои: история и биология мифических животных — М., Альпина нон-фикшн, 2022 (исправленное и дополненное издание книги «История и зоология мифических животных»). Беляевская премия 2023 года.[7].
- Кровь и символы: История человеческих жертвоприношений — М., Альпина нон-фикшн, 2023 (исправленное и дополненное издание книги «История человеческих жертвоприношений»).
- Что и как ели люди в Древнем мире — М., Наука, 2024 (исправленное и дополненное издание книги «Еда древнего мира»).
- О началах и концах света: Рождение и гибель мира в мифологии, религии и науке — М., Альпина нон-фикшн, 2024.
- Троя: мифы, история, археология — М., Наука, 2025 (исправленное и дополненное издание книги «Троя. Пять тысяч лет реальности и мифа»).